# Liga Premier de Ucrania 2011-12
La temporada 2011-12 fue la 21.ª edición de la Liga Premier de Ucrania desde su creación y la cuarta desde su reorganización. La temporada comenzó el 8 de julio de 2011, cuando el recién ascendido PFC Oleksandria visitó al Vorskla Poltava. El receso invernal tuvo lugar tras la jornada 19 y se reanudó el 3 de marzo de 2012, mientras que acabó el 10 de mayo de 2012. El Shajtar Donetsk defendió su título de campeón.
Un total de dieciséis equipos participaron en la liga, los mejores catorce de la temporada 2010/11 y dos clubes promovidos desde la Primera División ucraniana 2010/11.

## Equipos
El PFC Sevastopol y el último clasificado, Metalurg Zaporizhia de la Liga Premier de Ucrania 2010/11, descendieron a la Primera División de Ucrania 2011/12. Como miembro fundador de la Liga Premier, el Metalurg Zaporizhia jugará en el segundo escalón de la pirámide de la liga ucraniana por primera vez desde la independencia de Ucrania en 1991. El FC Sevastopol regresó a la Primera División ucraniana solo una temporada después.
Los dos equipos descendidos fueron reemplazados por el campeón y el subcampeón de la Primera División 2010/11. El PFC Oleksandria ganó la promoción después de derrotar al FC Lviv en la 32ª jornada y el Chernomorets Odessa ganó la promoción también después de derrotar al FC Lviv en la jornada 33 de la temporada 2010/11 de la Primera División de Ucrania.
| Club                     | Entrenador                        | Capitán              | Entrenadores sustitutos                                 |
| ------------------------ | --------------------------------- | -------------------- | ------------------------------------------------------- |
| FC Arsenal Kiev          | Leonid Kuchuk                     | Maksím Shatskij      | Yuri Bakálov                                            |
| FC Chernomorets Odessa   | Román Grigorchuk                  | Dmitro Bezotosnyi    |                                                         |
| FC Dinamo Kiev           | Yuri Siomin                       | Oleksandr Shovkovski |                                                         |
| FC Dnipro Dnipropetrovsk | Juande Ramos                      | Ruslán Rotán         |                                                         |
| FC Illichivets Mariupol  | Ígor Leónov (interino)            | Adrián Pukánych      | Valeri Yaremchenko                                      |
| FC Karpaty Lviv          | Yuri Diachuk-Stavitski (interino) | Andriy Tlumak        | Volodímir Sharán Pável Kúcherov (interino) Aleg Konanau |
| FC Kryvbas Kryvyi Rih    | Yuri Maksímov                     | Vitali Lisitski      |                                                         |
| FC Metalist Járkov       | Mirón Markévich                   | Xavier               |                                                         |
| FC Metalurg Donetsk      | Volodímir Piatenko                | Viacheslav Checher   |                                                         |
| FC Obolón Kiev           | Serhiy Koniushenko                | Serhiy Sibiriakov    | Vasili Rats (interino) Serhiy Kovalets                  |
| PFC Oleksandria          | Andriy Kuptsov (interino)         | Yuri Pankiv          | Leonid Buriak Volodímir Sharán                          |
| FC Shajtar Donetsk       | Mircea Lucescu1                   | Darijo Srna          |                                                         |
| SC Tavriya Simferopol    | Semen Altman                      | Vladímir Yezerski    | Oleksandr Shudrik (interino)                            |
| FC Volyn Lutsk           | Anatoli Demianenko                | Oleksandr Pischur    | Vitali Kvartsiany                                       |
| FC Vorskla Poltava       | Mikola Pávlov                     | Serhiy Dolganski     |                                                         |
| FC Zarya Lugansk         | Yuri Vernidub (interino)          | Mikita Kameniuka     | Anatoli Chantsev                                        |

1 Mircea Lucescu resultó herido en un accidente automovilístico en su natal Bucarest, el 6 de enero de 2012. Dos días después fue operado debido a que tenía sangre en el pecho y las costillas rotas.

## Clasificación
Nota: El 12 de agosto de 2010, la Federación de Fútbol de Ucrania castigó al Metalist y al Karpaty por amañar un partido en 2008, ambos equipos tuvieron una multa y se le reducirán nueve puntos a cada uno. La FFU luego emitió una declaración el 19 de octubre de 2010, decidió que la reducción de puntos se aplicara para la temporada 2011/12. Sin embargo, Karpaty ha indicado que va a llevar el asunto ante el Tribunal de Arbitraje Deportivo en Lausana. 
El 2 de agosto de 2013, el Tribunal de Arbitraje Deportivo reconoció el hecho de fijación en el partido entre Karpaty y Metalist en 2008. La corte no aprobó la deducción de puntos para los dos clubes, sin embargo, sugirió que se le despojara al Metalist su medalla de bronce obtenida en la temporada 2007/08 por terminar en el tercer lugar, y se plantea sanciones y multas por su participación en la fijación del juego al número de jugadores y el personal de ambos clubes. El 6 de agosto de 2013, la UEFA suspendió el avance del Metalist Járkov en la UEFA Champions League 2013/14 a la ronda de los play-offs hasta su decisión final el 13 de agosto de 2013.
Actualización final el 10 de mayo de 2012.  Archivado el 29 de agosto de 2011 en Wayback Machine.
| --- | Pos. | Equipos               | PJ | PG | PE | PP | GF | GC | DIF | PTS |
| --- | ---- | --------------------- | -- | -- | -- | -- | -- | -- | --- | --- |
|     | 1.   | Shajtar Donetsk       | 30 | 25 | 4  | 1  | 80 | 18 | +62 | 79  |
|     | 2.   | Dinamo Kiev           | 30 | 23 | 6  | 1  | 56 | 12 | +44 | 75  |
|     | 3.   | Metalist Járkov       | 30 | 16 | 11 | 3  | 54 | 32 | +22 | 59  |
|     | 4.   | Dnipro Dnipropetrovsk | 30 | 15 | 7  | 8  | 50 | 35 | +15 | 52  |
|     | 5.   | Arsenal Kiev          | 30 | 14 | 9  | 7  | 44 | 27 | +17 | 51  |
|     | 6.   | Tavriya Simferopol    | 30 | 12 | 9  | 9  | 43 | 36 | +7  | 45  |
|     | 7.   | Metalurg Donetsk      | 30 | 12 | 6  | 12 | 35 | 34 | +1  | 42  |
|     | 8.   | Vorskla Poltava       | 30 | 9  | 10 | 11 | 38 | 43 | -5  | 37  |
|     | 9.   | Chernomorets Odesa    | 30 | 10 | 7  | 13 | 32 | 42 | -10 | 37  |
|     | 10.  | Kryvbas Kryvyi Rih    | 30 | 9  | 6  | 15 | 22 | 38 | -16 | 33  |
|     | 11.  | Illichivets Mariupol  | 30 | 8  | 8  | 14 | 28 | 42 | -14 | 32  |
|     | 12.  | Volyn Lutsk           | 30 | 7  | 6  | 17 | 25 | 43 | -18 | 27  |
|     | 13.  | Zarya Lugansk         | 30 | 6  | 8  | 16 | 34 | 58 | -24 | 26  |
|     | 14.  | Karpaty Lviv          | 30 | 5  | 8  | 17 | 27 | 51 | -24 | 23  |
|     | 15.  | Obolón Kiev           | 30 | 4  | 9  | 17 | 17 | 42 | -25 | 21  |
|     | 16.  | Oleksandria           | 30 | 4  | 8  | 18 | 24 | 58 | -34 | 20  |

|  | Campeón y clasifica a la Liga de Campeones de la UEFA 2012-13. |
|  | Clasifica a la Liga de Campeones de la UEFA 2012-13.           |
|  | Clasifican a la Liga Europa de la UEFA 2012-13.                |
|  | Descendido a la Primera división de Ucrania                    |

## Goleadores[2]
| Jugador           | Equipo          | Goles | Partidos |
| ----------------- | --------------- | ----- | -------- |
| Yevhen Selezniov  | Shajtar Donetsk | 14    | 23       |
| Maicon Pereira    | Volyn           | 14    | 24       |
| Luiz Adriano      | Shajtar Donetsk | 12    | 23       |
| Ideye Brown       | Dinamo Kiev     | 12    | 27       |
| Andriy Yarmolenko | Dinamo Kiev     | 12    | 28       |
| Marko Dević       | Metalist Járkov | 11    | 26       |
| Antón Shinder     | Tavriya         | 11    | 26       |

## Campeón
| Ucrania                           |
| Campeón Shajtar Donetsk 7° título |